# La Bella
La Bella è un dipinto a olio su tela (89x75,5 cm) di Tiziano, databile al 1536 e conservato nella Galleria Palatina di Firenze.
Il dipinto mostra il soggetto con le proporzioni ideali per le donne del Rinascimento ed è considerato il suo capolavoro riguardo alla ritrattistica femminile. In parallelo, la composizione corrisponde ai ritratti di corte degli anni Trenta del Cinquecento. L'opera può essere datata da una lettera su «quel ritratto di quella Donna che ha la veste azurra» del maggio 1536.

## Storia

### Provenienza
L'opera arrivò a Firenze nel 1631 con Vittoria Della Rovere, ultima discendente della sua casata, sposata a Ferdinando II de' Medici. È documentato per la prima volta nella collezione dei Della Rovere nell'inventario di Palazzo Ducale di Pesaro del 1623/24. Il duca di Urbino e i suoi familiari avevano commissionato in quegli anni altre opere all'artista, tra cui almeno due ritratti (Ritratto di Francesco Maria Della Rovere e Ritratto di Eleonora Gonzaga Della Rovere) e la Venere di Urbino.

### La lettera «quella Donna che ha la veste azurra»
Sulla base di questa provenienza, viene identificato in una lettera di Francesco Maria I Della Rovere al suo agente a Venezia del 2 maggio 1536:
«… Direte al Titiano,
che noi in effetto non sappiamo pensar‘ meglio per la signora Duchessa nostra [sua moglie Eleonora Gonzaga], di quello che si è ragionato, cioè de una Resurectione, della qual‘ siam‘ certi che si contentarà, et che però metti pur‘ L‘animo e il pensier‘ suo a quest, et che attenda a quel‘altre cose, et che quel retratto di quella Donna che ha la veste azurra desideriamo che la finisca bella circa il tutto e con il timpano, perché da questo possiam‘ vedere, come siano per riuscir‘ gli altri …»

### Interpretazione

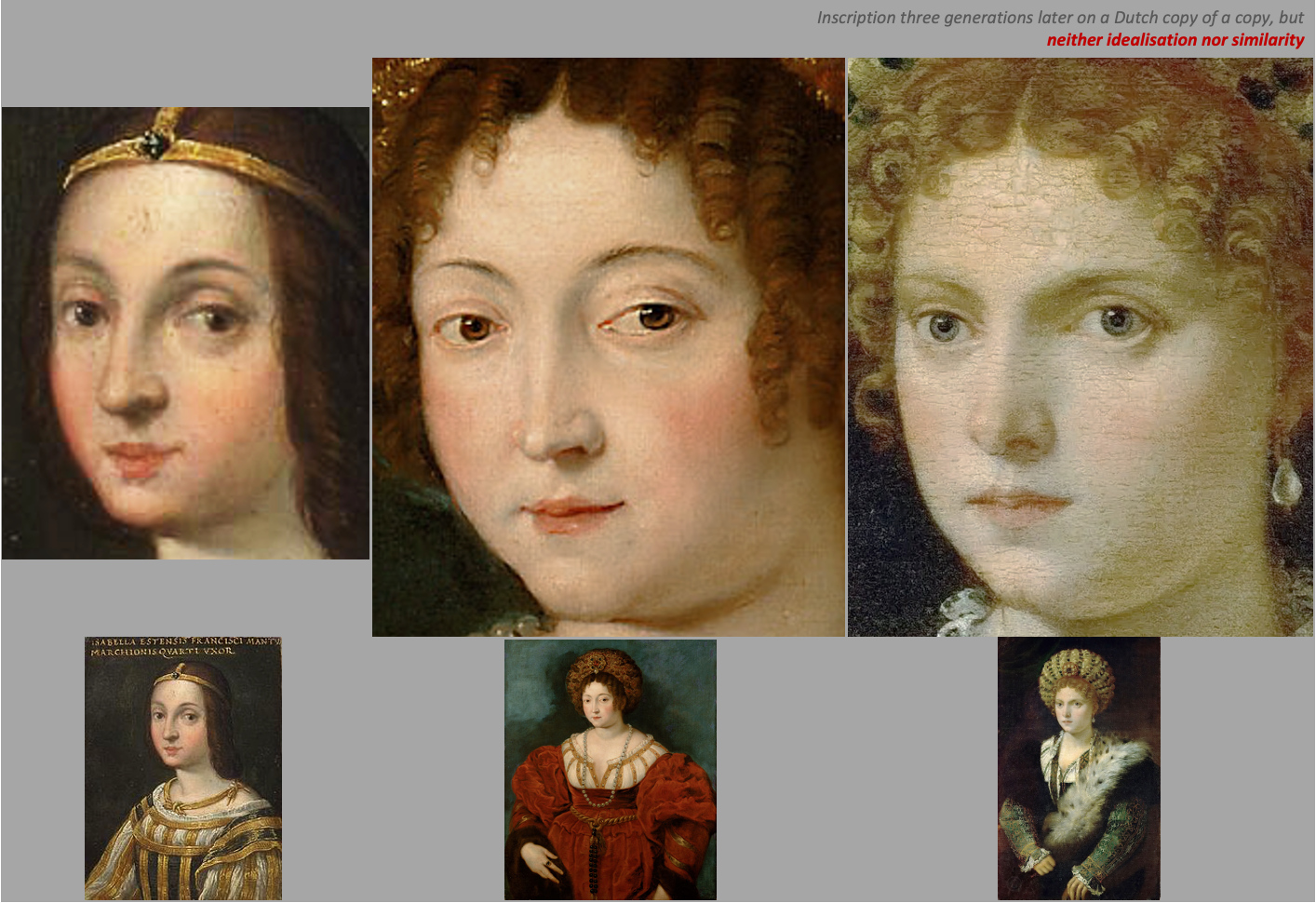
I tre ritratti a colori di Isabella d'Este nel Kunsthistorisches Museum Vienna - forse includendo confusione?

La Bella è stata interpretata da Moritz Thausing come un ritratto di Eleonora Gonzaga, nonostante la sua giovane età. Questa interpretazione è oggi respinta, poiché la descrizione anonima «quella donna che ha la veste azurra» non può essere spiegata come sua moglie. La lettera documenta che Francesco Maria vide il dipinto durante una visita allo studio di Tiziano, ma non fu il committente, bensì ordinò dipinti simili basati sul quadro.
Da Leandro Ozzola, La Bella fu pubblicato come ritratto di Isabella d'Este, madre di Eleonora e suocera di Francesco Maria. Isabella aveva commissionato a Tiziano il suo ritratto di ringiovanimento (1534-36 e documentato da lettere come lifting) sulla base di un ritratto giovanile di Francesco Francia (1511). La Bella si adatterebbe a questa commissione come bellezza ideale e anche la data di ricevimento a Mantova (con le lodi di Isabella), quattro settimane più tardi, si adatterebbe perfettamente. A causa de «una Resurrezione» e de «gli altri» (vedi lettera), i ringiovanimenti/idealizzazioni potrebbero essere interpretati anche nella Ragazza con pelliccia, nella Ragazza con cappello di piume e nella Venere di Urbino.
Tuttavia, l'incarico di «lifting» Isabella è rivendicato dal ritratto Isabella in nero del Kunsthistorisches Museum di Vienna, che è considerato dubbio (a parte la documentazione del museo viennese, vedi figura). 
Ulteriori tentativi di interpretare La Bella come una "pin-up" falliscono a causa della composizione corrisponde ai ritratti femminili di corte. 

## Descrizione e stile
Su uno sfondo scuro, una giovane fanciulla è ritratta a tre quarti di figura, in posizione eretta, col busto ruotato verso sinistra e lo sguardo magnetico, dagli occhi scuri, rivolto allo spettatore. Indossa un abito elegante e costoso, fatto di velluto blu scuro con ricami dorati. È scollato, con una trina bianca di cotone o seta, ed ha ampie maniche a sbuffo all'altezza della spalla, e più aderenti, di colore amaranto, sul braccio, legate con nastri che fanno uscire buffetti della camicia bianca sottostante e, molto probabilmente, intercambiabili. Una catena d'oro le pende al collo e indossa orecchini di perla. Con la mano sinistra sembra indicare qualcosa in basso, mentre con la destra tiene la cintura fatta di un cordone dorato con nappa. L'acconciatura è raccolta e molto elaborata.
Nella diversa resa dei materiali l'artista poté disporre di tutta la sua perizia tecnica, capace di variare la pennellata, ora più ruvida ora più levigata, in modo da ottenere i più vari effetti di rifrazione luminosa. L'incarnato della giovane è roseo, e i tratti del viso, ben ovali, sono di una bellezza ideale, ma anche realistica.
La testa presenta analogie con tre dipinti erotici di Tiziano dello stesso periodo (stesso modello o ideale): Ragazza con pelliccia, Ragazza con cappello di piume e Venere di Urbino.